# Vers (Lot)
Vers is een plaats en voormalige gemeente in het Franse departement Lot in de regio Occitanie en telt 398 inwoners (1999). De plaats maakt deel uit van het arrondissement Cahors.

## Geschiedenis
Vers is op 1 januari 2017 gefuseerd met de gemeente Saint-Géry tot de gemeente Saint Géry-Vers. 

## Geografie
De oppervlakte van Vers bedraagt 17,7 km², de bevolkingsdichtheid is 22,5 inwoners per km².
De onderstaande kaart toont de ligging van Vers (Lot) met de belangrijkste infrastructuur en aangrenzende gemeenten.

## Demografie
Onderstaande figuur toont het verloop van het inwonertal.

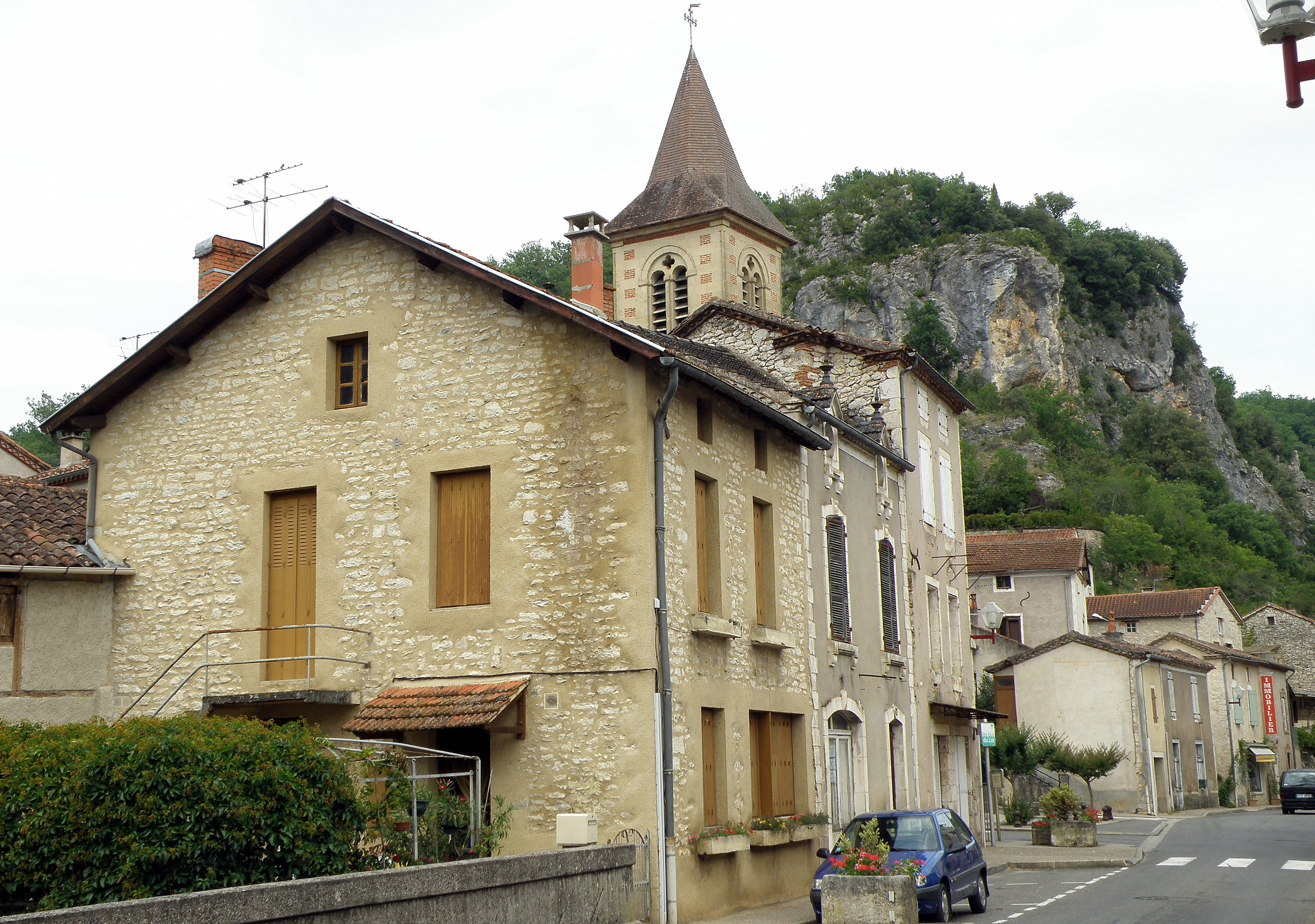
Het centrum van Vers